# Psectrogaster ciliata
Psectrogaster ciliata és una espècie de peix de la família dels curimàtids i de l'ordre dels caraciformes.

## Morfologia
- Els mascles poden assolir 12,9 cm de llargària total.[5]

## Hàbitat
Viu en zones de clima tropical.

## Distribució geogràfica
Es troba a Sud-amèrica: Argentina i conques dels rius Essequibo, Orinoco, Branco i Amazones.